# 5 octombrie
ianuarie • februarie • martie  • aprilie  • mai  • iunie  • iulie  • august  • septembrie  • octombrie  • noiembrie  • decembrie
5 octombrie este a 278-a zi a calendarului gregorian și a 279-a zi în anii bisecți. Mai sunt 87 de zile până la sfârșitul anului.

## Evenimente

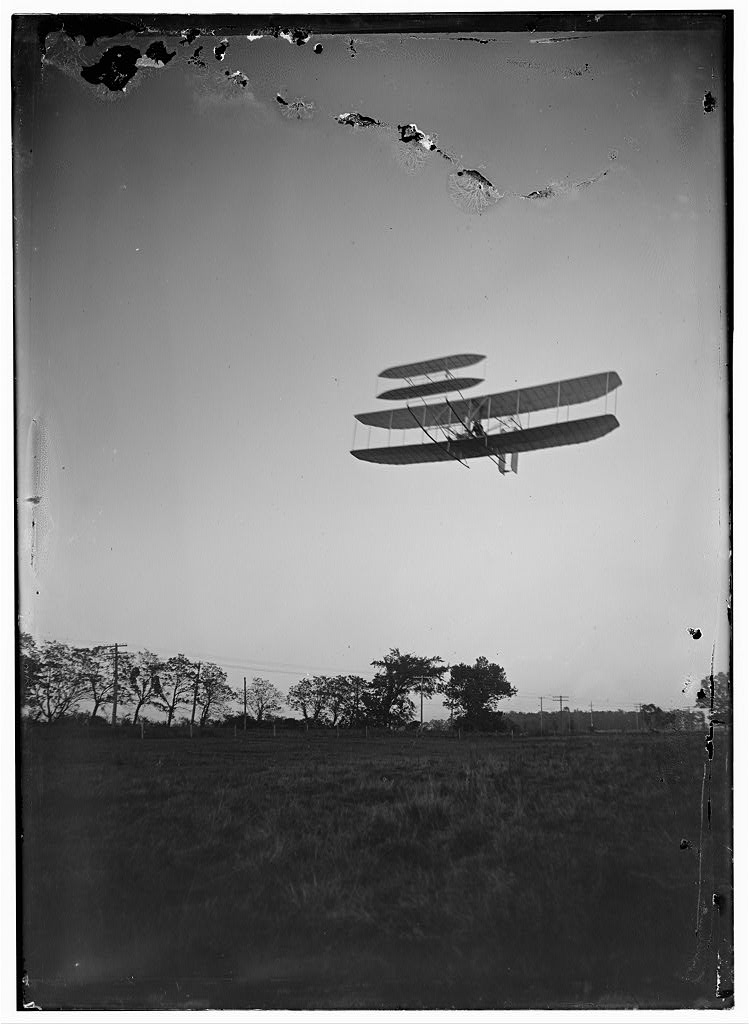
1905: Wilbur Wright realizează cu avionul Wright Flyer III un zbor de peste 38,6 km în 39,5 minute, până acum cel mai lung zbor cu un avion alimentat.

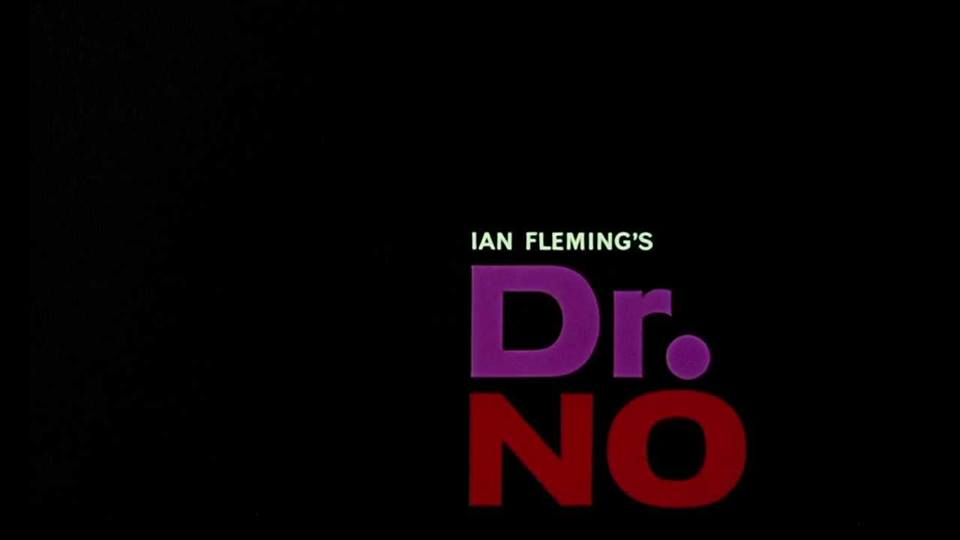
1962: Dr. No, primul film din seria James Bond, are premiera în Marea Britanie. În distribuție Sean Connery și „Bond-Girl“ Ursula Andress.

- 0610: Heraclius a fost încoronat în Constantinopol ca împărat bizantin, după ce l-a detronat pe predecesorul său Focas.[1]
- 0816: Regele Ludovic cel Pios este încoronat împărat al Sfântului Imperiu Roman de către Papă.[2]
- 1143: Regele Alfonso al VII-lea al Leónului recunoaște Portugalia ca regat.[3]
- 1455: Petru Aron, domn al Moldovei, primește un ultimatum de la sultanul Mehmed al II-lea, prin care i se cere să plătească un tribut de 2.000 de galbeni în termen de trei luni de zile.
- 1690: Accademia dell'Arcadia este fondată la Roma de către cercul de poeți al reginei Cristina a Suediei, care a murit în anul precedent.
- 1793: În Franța este instituită era republicană. Aceasta începea pe 22 septembrie 1792; anul era format din 12 luni a câte 30 de zile, împărțite și ele în decade.
- 1795: Insurecție regalistă la Paris: generalii Napoleon Bonaparte și Joachim Murat deschid focul asupra insurgenților. Napoleon devine general de divizie
- 1864: Orașul indian Calcutta este distrus aproape în întregime de un ciclon; 60 000 de morți.
- 1895: Lângă Londra are loc prima cursă ciclistă contra cronometru pe șosea. Evenimentul a fost organizat de North Road Cycling Club, pe un traseu de 50 de km.
- 1905: Wilbur Wright realizează cu avionul Wright Flyer III un zbor de peste 38,6 km în 39,5 minute, până acum cel mai lung zbor cu un avion alimentat.
- 1910: Datorită abdicării regelui Manuel al II-lea, monarhia este abolită în Portugalia și este proclamată Prima Republica Portugheză; Teófilo Braga este primul președinte al guvernului provizoriu al țării.
- 1957: În urma unei lovituri de stat, Portugalia s-a proclamat republică.
- 1962: Love Me Do, single-ul de debut al trupei Beatles, compus de Paul McCartney și John Lennon, este lansat în Marea Britanie. A ajuns curând pe locul 17 în UK Singles Chart și marchează începutul unei colaborări de succes cu producătorul George Martin.
- 1962 Dr. No, primul film din seria James Bond, are premiera în Marea Britanie. În distribuție Sean Connery și „Bond-Girl“ Ursula Andress.
- 1969: BBC One emite primul episod din Monty Python's Flying Circus a trupei de comedie Monty Python.
- 1991: Un Lockheed C-130 al forțelor aeriene indoneziene se prăbușește la Jakarta, Indonezia, din cauza incendiului unui motor. Doar unu dintre cei 135 de pasageri aflați la bord a supraviețuit, două persoane au murit la sol.
- 1992: Lennart Meri devine președinte al Estoniei.
- 2000: Regimul autoritar al lui Slobodan Milošević în Republica Federală Iugoslavia a luat sfârșit prin demisia acestuia în urma demonstrațiilor de pe străzile Belgradului.
- 2011: Versiunea în limba italiană a Wikipedia se autocenzurează împotriva proiectului de lege pentru ascultarea convorbirilor telefonice; este prima dată când Wikipedia folosește autocenzura.
- 2021: Criza politică din România:  Moțiunea de cenzură intitulată „Stop sărăciei, scumpirilor și penalilor! Jos Guvernul Cîțu!”  inițiată de PSD și susținută de USR și AUR a fost adoptată cu 281 de voturi „pentru”. Guvernul Florin Cîțu a fost demis, după mai puțin de 11 luni de la învestire, și la o lună de la retragerea USR-PLUS de la guvernare. Este cel mai mare număr de voturi înregistrat la o moțiune de cenzură în România post-decembristă.[4]

## Nașteri
- 1409: Carol al VIII-lea al Suediei (d. 1470)
- 1641: Francoise Athénaïs, Marchiză de Montespan, metresa regelui Ludovic al XIV-lea al Franței (d. 1707)
- 1658: Mary de Modena, regină consort a Angliei, Scoției și Irlandei (d. 1718)
- 1712: Francesco Guardi, pictor italian (d. 1793)
- 1713: Denis Diderot, filosof, enciclopedist francez (d. 1784)

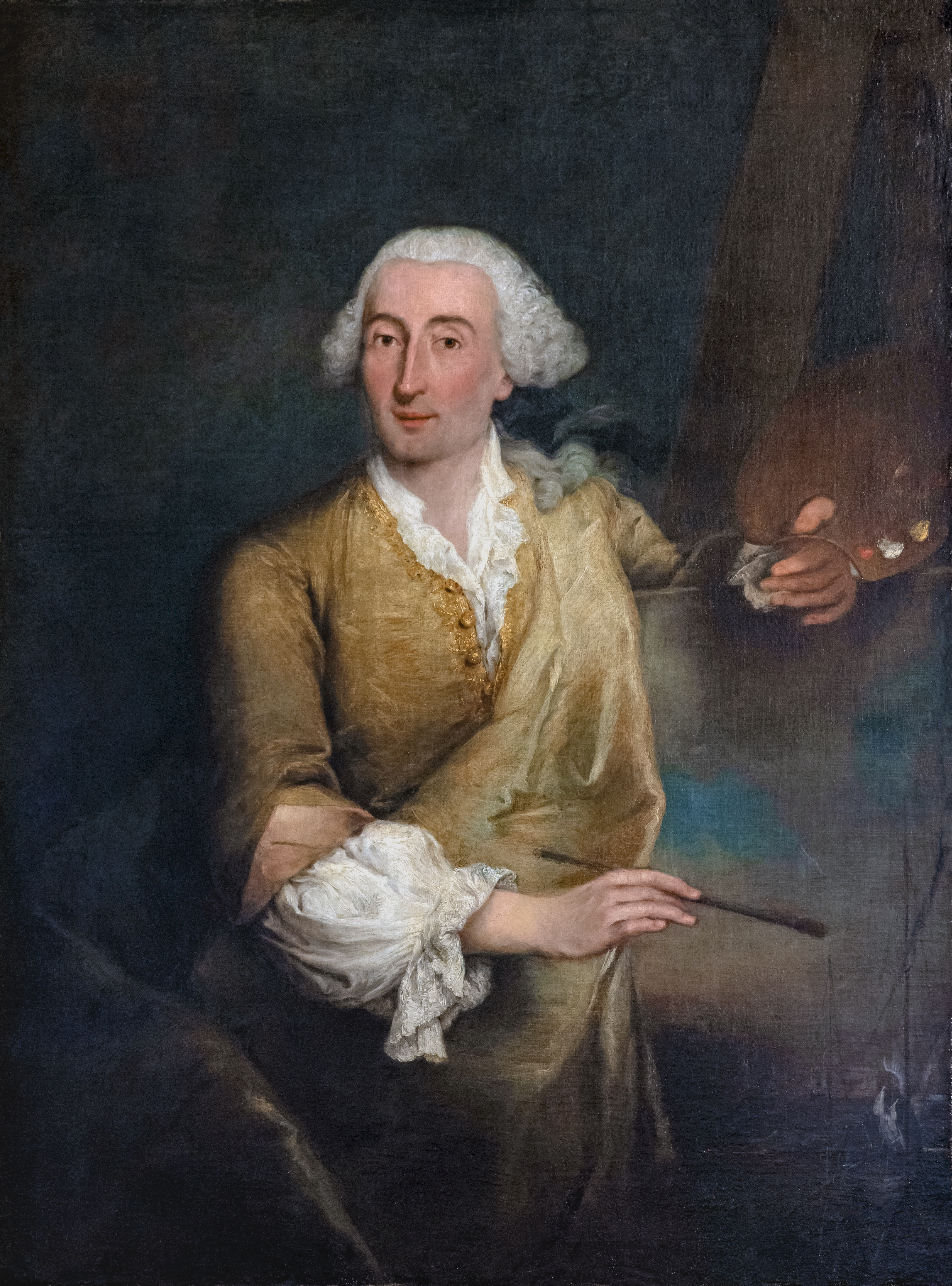
Francesco Guardi, pictor italian
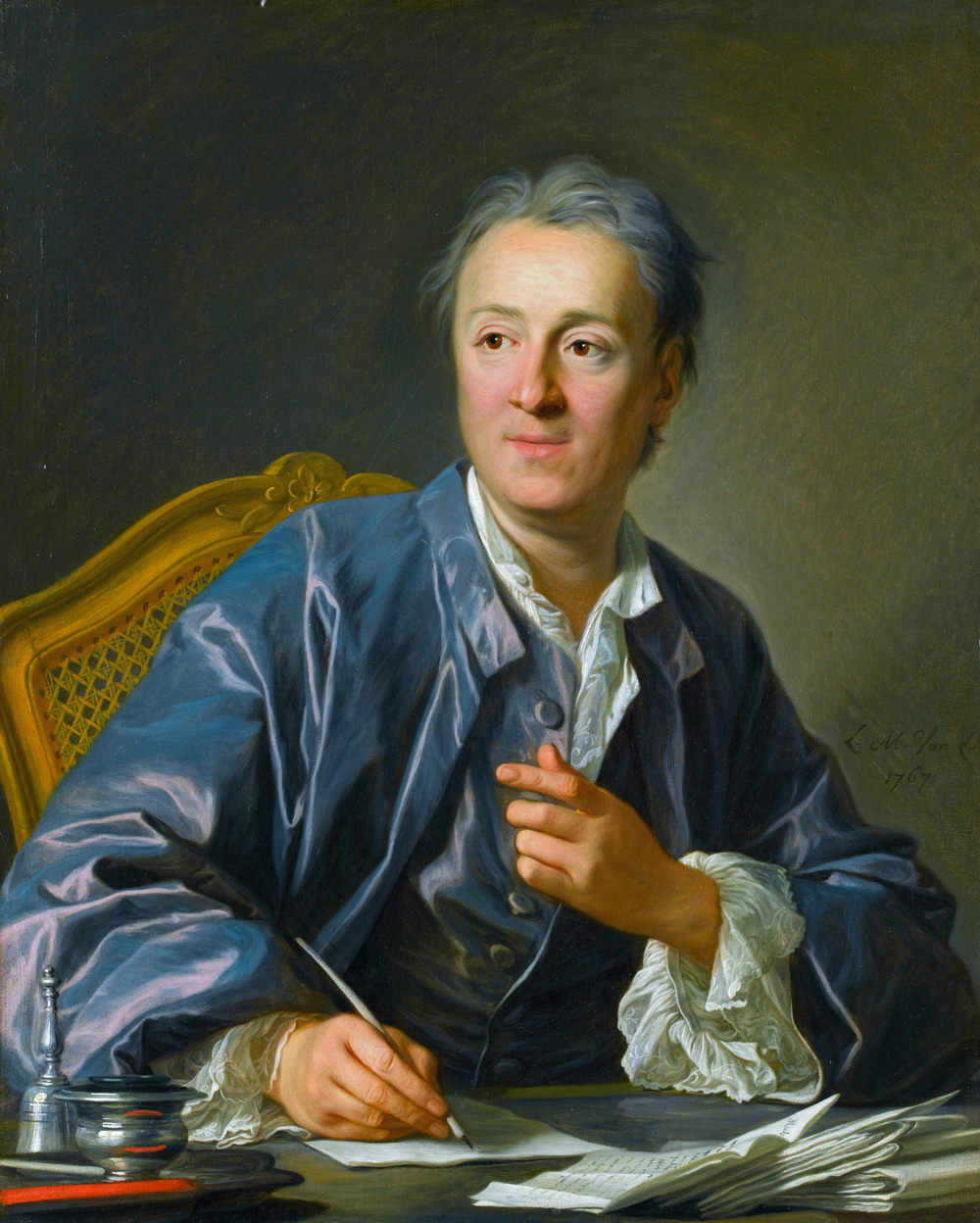
Denis Diderot, filosof, enciclopedist francez
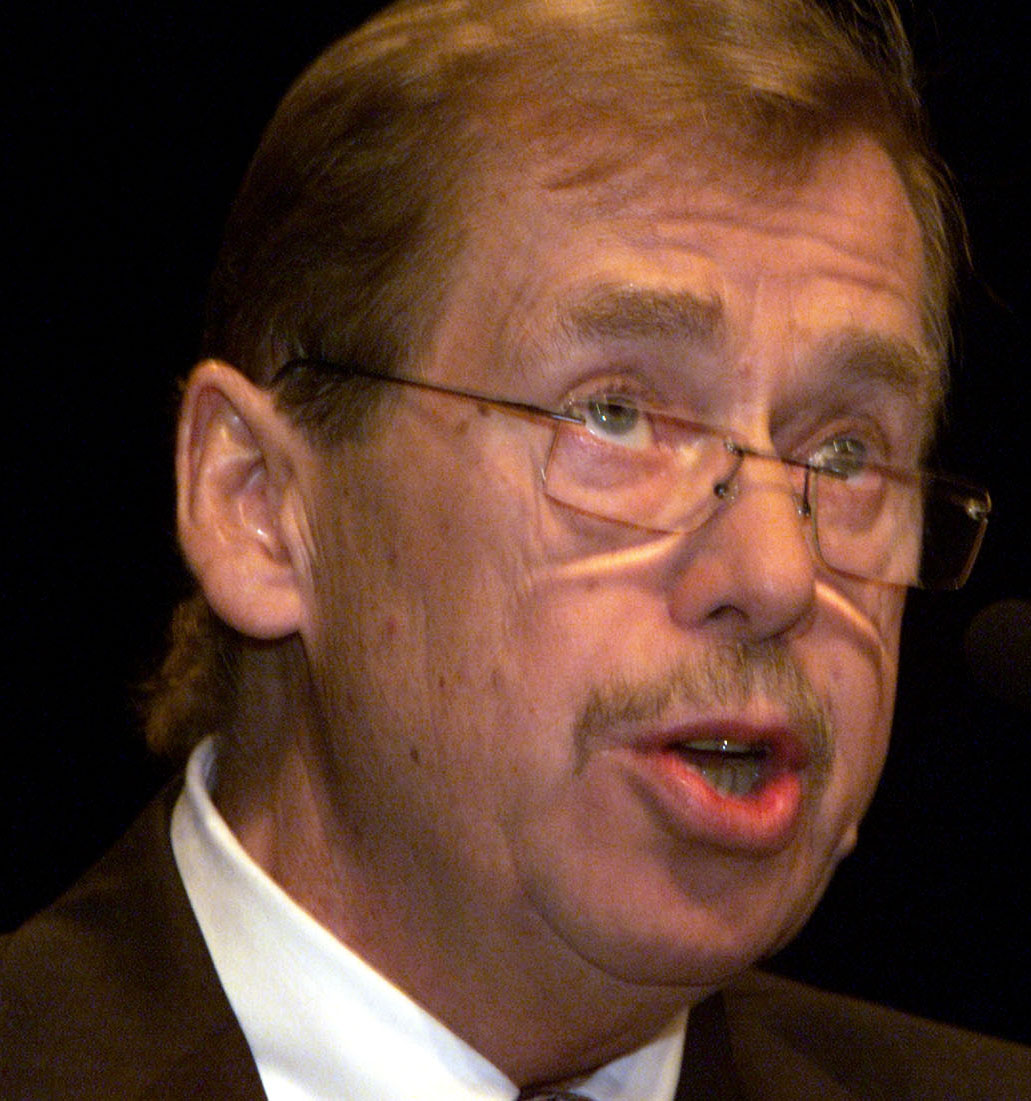
Václav Havel, scriitor ceh, primul președinte al Cehiei

- 1717: Marie Anne de Mailly, metresa regelui Ludovic al XV-lea al Franței (d. 1744)
- 1781: Bernard Bolzano, matematician, filosof ceh (d. 1848)
- 1829: Chester A. Arthur, politician american, al 21-lea președinte al Statelor Unite (d. 1886)
- 1848: Édouard Detaille, pictor francez (d. 1912)
- 1864: Louis Lumière, regizor și producător francez (d. 1948)
- 1877: Ștefan Petică, poet român (d. 1904)
- 1882: Robert H. Goddard, savant american, pionier al rachetelor moderne (d. 1945)
- 1887: Max Ackermann, artist grafic și pictor german (d. 1975)
- 1896: Constantin Rădulescu, fotbalist și antrenor român (d. 1981)
- 1902: Zaharia Stancu, poet, prozator și ziarist român (d. 1974)
- 1908: Joshua Logan, regizor de film și dramaturg american (d. 1988)
- 1922: Jock Stein, jucător și antrenor scoțian de fotbal (d. 1985)
- 1924: José Donoso, scriitor chilian (d. 1996)
- 1925: Paul Wild, astronom elvețian (d. 2014)
- 1929: Catinca Ralea, realizatoare de emisiuni radio-tv din România (d. 1981)
- 1931: Charles Taylor, filosof canadian
- 1936: Václav Havel, scriitor și politician ceh, primul președinte al Cehiei (d. 2011)
- 1939: Marie Laforêt, cântăreață și actriță franceză (d. 2019)
- 1940: Milena Dravić, actriță sârbă (d. 2018)
- 1942: Angela Buciu, cântăreață de muzică populară și deputat român
- 1947: Brian Johnson, cântăreț-compozitor englez (AC/DC și Geordie)

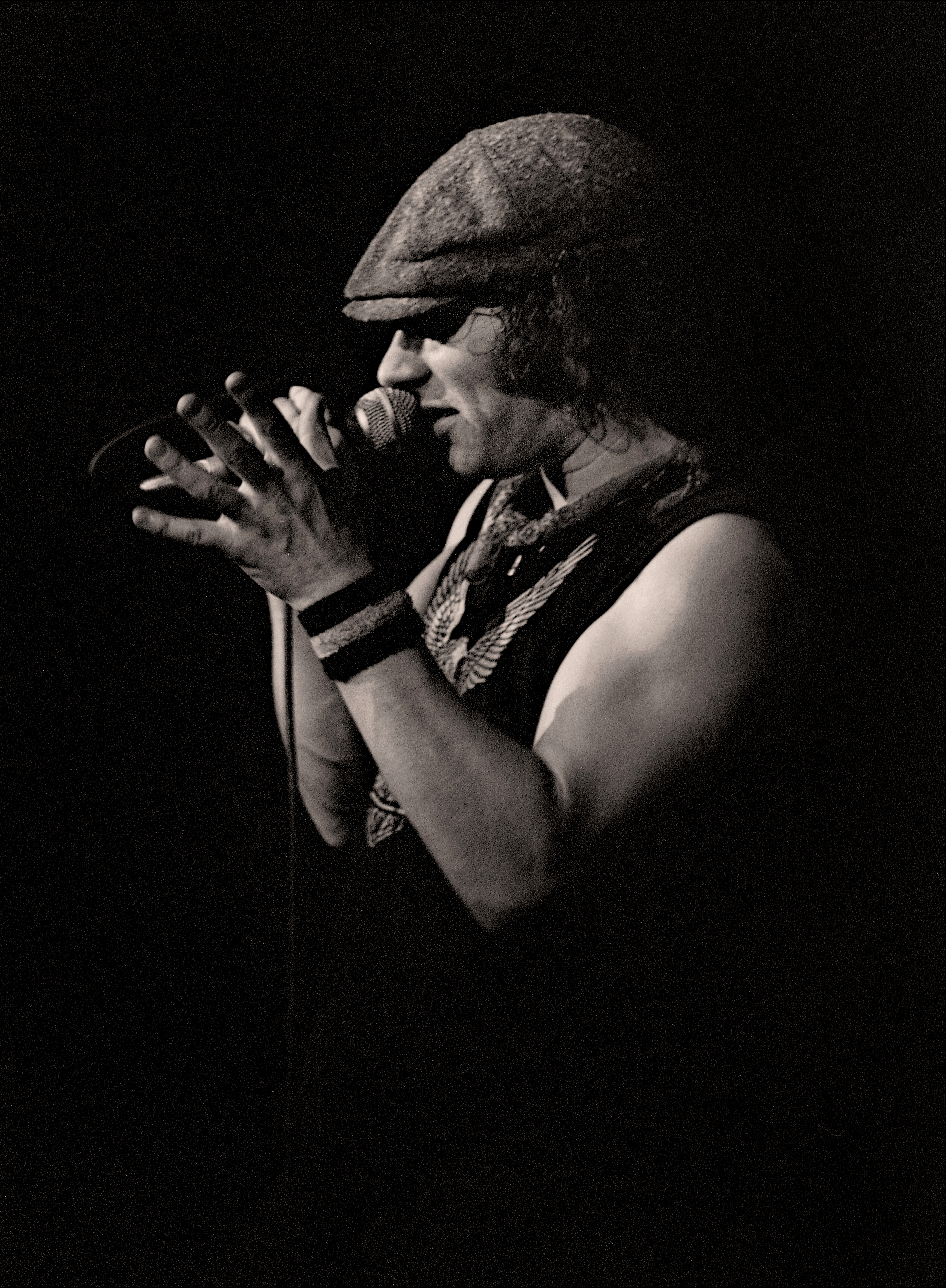
Brian Johnson, solistul de la AC/DC
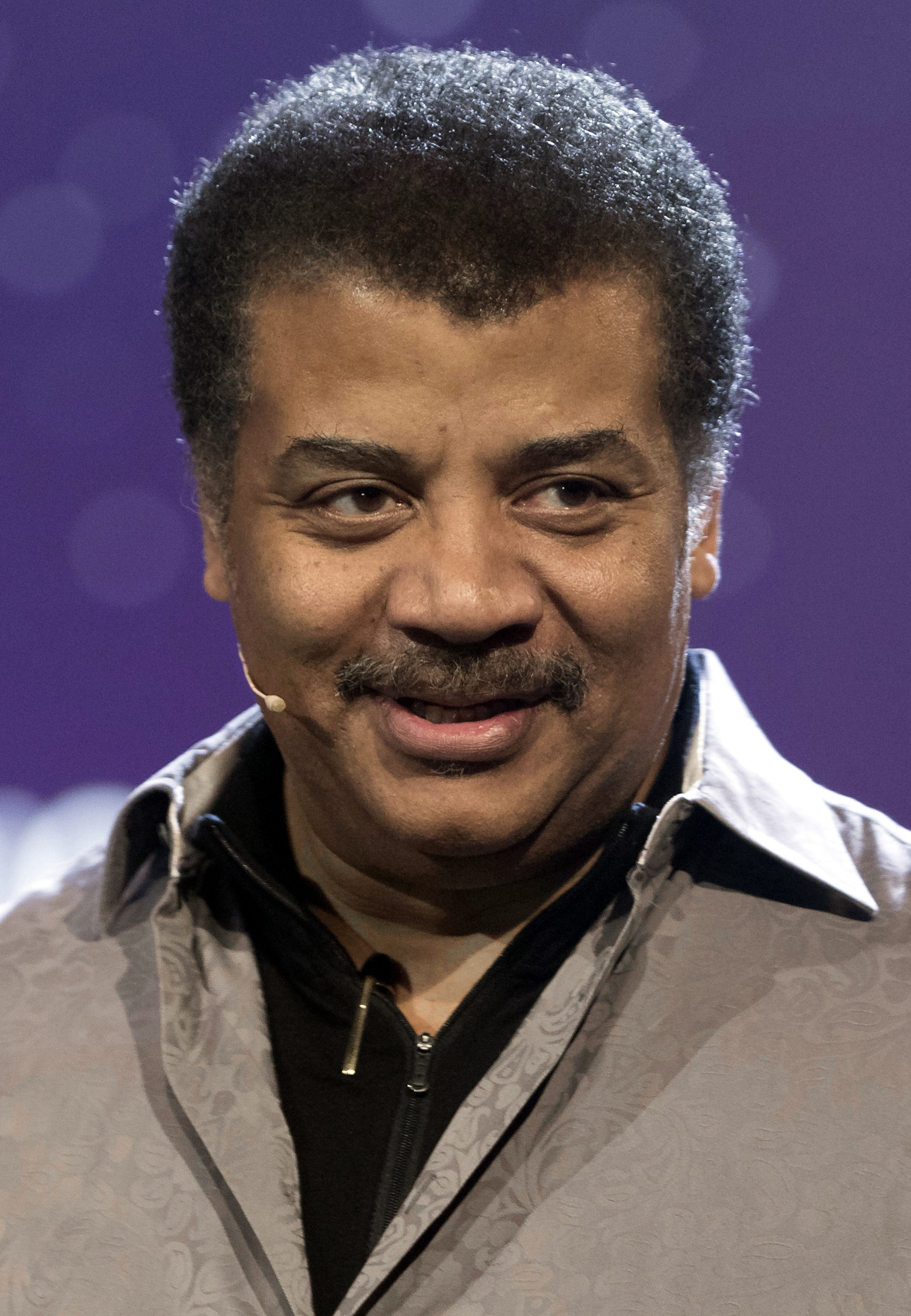
Neil deGrasse Tyson, astrofizician american
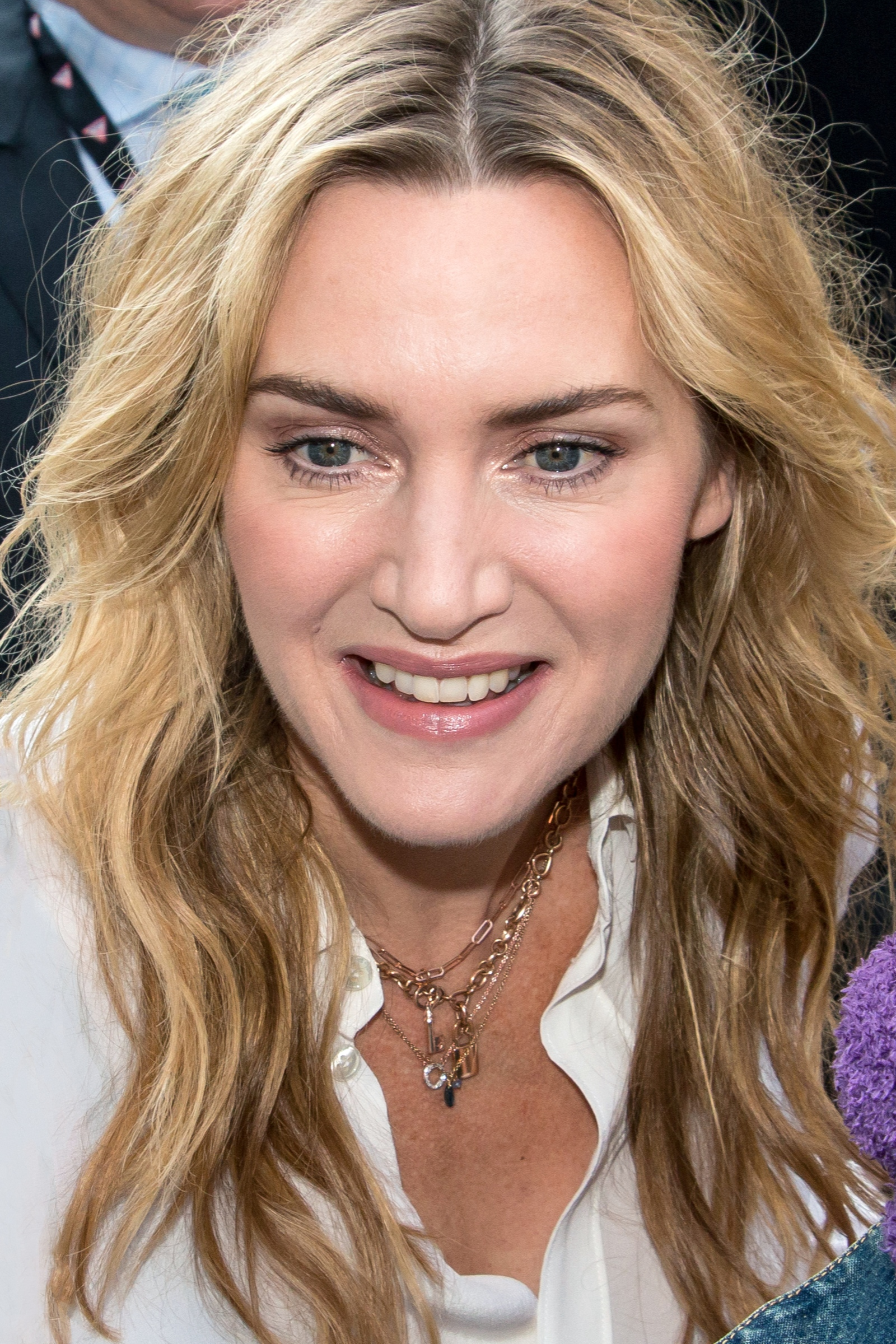
Kate Winslet, actriță britanică

- 1950: Doina Uricariu, poetă română
- 1955: Aurora Dan, scrimeră română
- 1958: Neil deGrasse Tyson, astrofizician și specialist în comunicare științifică american
- 1960: Careca, fotbalist brazilian
- 1961: Mark Phillips, politician guyanez și ofițer militar în retragere, prim-ministru al Guyanei
- 1962: Michael Andretti, pilot de Formula 1
- 1963: Adil Hussain, actor indian
- 1967: Guy Pearce, actor și muzician australian
- 1971: Nicola Rizzoli, arbitru italian de fotbal
- 1972: Tom Hooper, regizor englez
- 1975: Kate Winslet, actriță britanică
- 1977: Edina Knapek, scrimeră maghiară
- 1982: Saori Yoshida, sportivă (lupte libere) japoneză
- 1983: Jesse Eisenberg, actor american
- 1983: Juan Manuel Vargas, fotbalist peruan
- 1984: Krzysztof Mikołajczak, scrimer polonez
- 1986: Elmir Alimjanov, scrimer kazah
- 1987: Kevin Mirallas, fotbalist belgian
- 1988: Ana Maria Simion, handbalistă română
- 1991: Takahiro Ogihara, fotbalist japonez
- 1992: Mercedes Lambre, actriță, cântăreață, model și dansatoare argentiniană
- 2003: Eden Golan, cântăreață de origine israeliană ce a reprezentat Israelul la Eurovision 2024

## Decese
- 0578: Iustin al II-lea, împărat bizantin (n. c. 520)
- 1056: Henric al III-lea, Împărat al Sfântului Imperiu Roman (n. 1017)
- 1285: Regele Filip al III-lea al Franței (n. 1245)

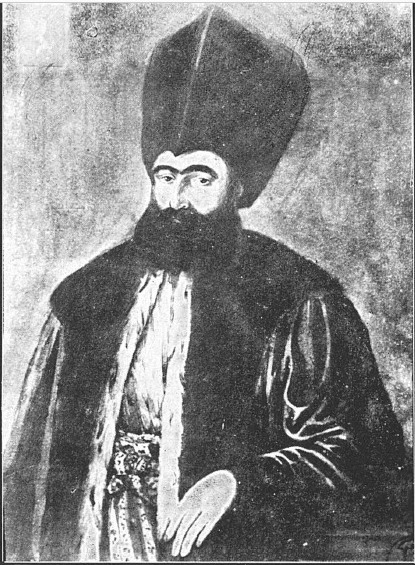
Dinicu Golescu, cărturar și memorialist român
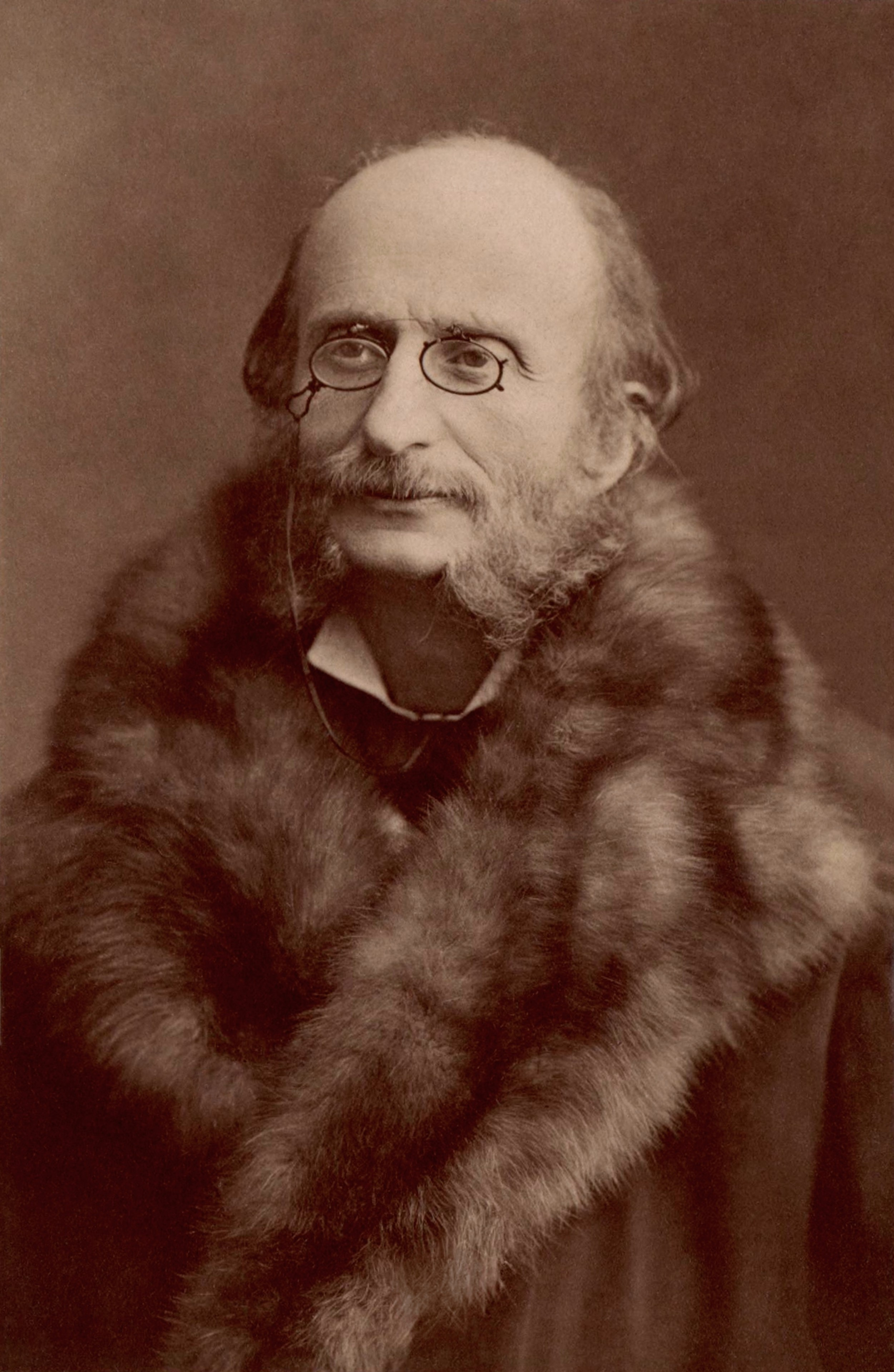
Jacques Offenbach, compozitor francez de origine germană
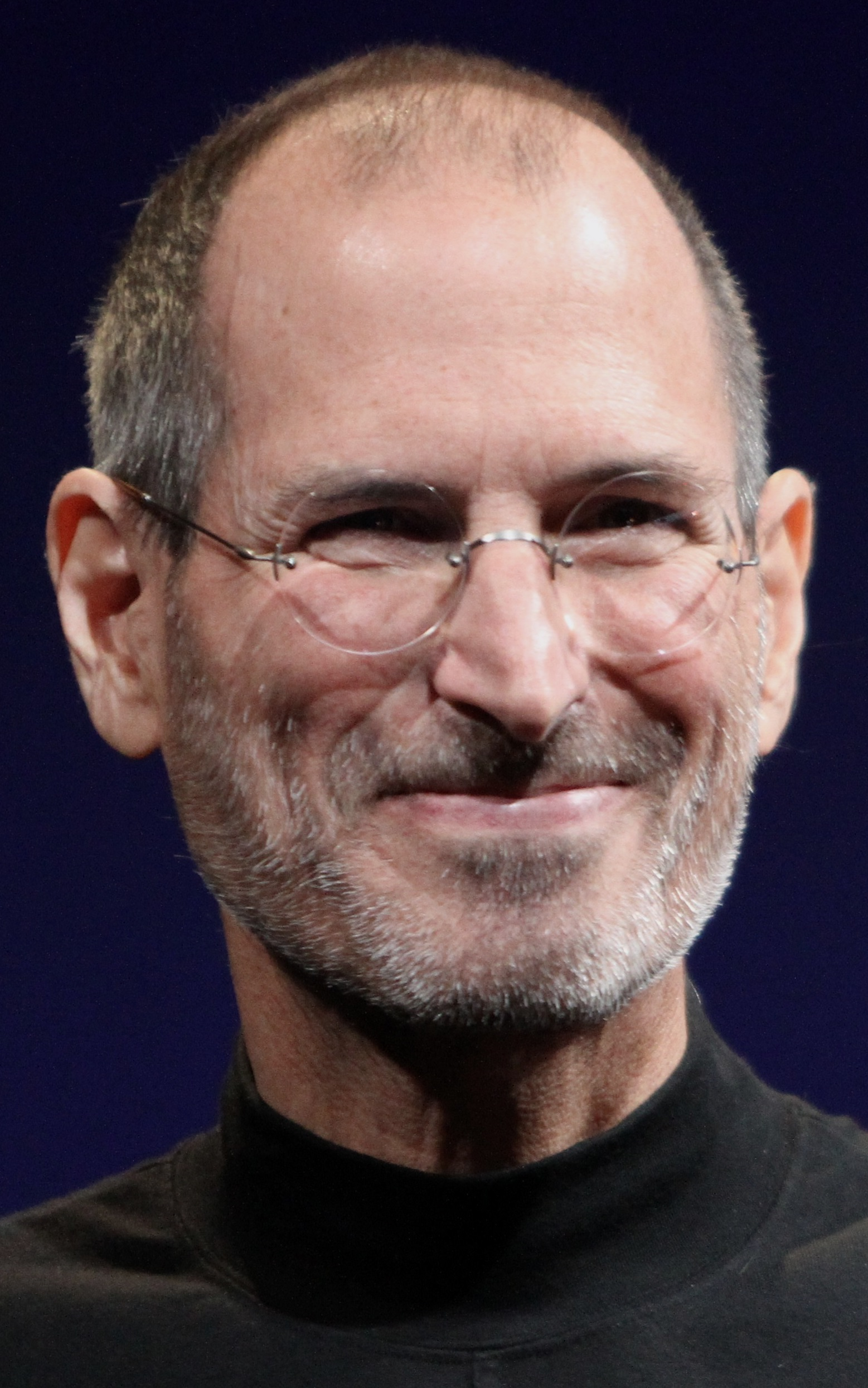
Steve Jobs, CEO-ul companiei Apple Inc.

- 1565: Lodovico Ferrari, matematician italian (n. 1522)
- 1828: Charlotte a Marii Britanii, fiica cea mare a regelui George al III-lea al Regatului Unit (n. 1766)
- 1830: Dinicu Golescu, cărturar și memorialist român (n. 1777)
- 1830: Józef Oleszkiewicz, pictor polonez (n. 1777)
- 1837: Hortense de Beauharnais, regină consort a Olandei, soția lui Louis Bonaparte (n. 1783)
- 1874: Francis Walker, entomolog englez (n. 1809)
- 1880: William Lassell, astronom englez, descoperitorul sateliților planetelor Uranus (Ariel, Umbriel) și Neptun (Triton, Hyperion) (n. 1799)
- 1880: Jacques Offenbach, compozitor francez de origine germană (n. 1819)
- 1933: Nikolai Iudenici, general rus (n. 1862)
- 1953: Friedrich Wolf, medic și om de cultură german (n. 1888)
- 1962: Fermín Arango, pictor spaniol (n. 1874)
- 1985: Adrian Fochi, folclorist, etnolog și cercetător român (n. 1920)
- 1986: Hal B. Wallis, producător american de filme (n. 1899)
- 2000: Cătălin Hîldan, fotbalist român (n. 1976)
- 2005: Ferenc Visky, memorialist maghiar din Transilvania (n. 1918)
- 2001: Boris Ciornei, actor român (n. 1923)
- 2010: Roy Ward Baker, regizor englez de film (n. 1916)
- 2011: Steve Jobs, CEO-ul companiei Apple Inc. (n.1955)
- 2017: Dan Sergiu Hanganu, arhitect canadian de origine română (n. 1939)

## Sărbători

### Sărbători religioase
- Sfânta Haritina (calendar creștin ortodox)
- Sf. Haritina (calendar greco-catolic)
- Sfinții Placid și însoțitorii; Alois; Sf. Faustina Kowalska, călug.; Ff. Albert Marvelli; Bartolo Longo (calendar romano-catolic)

### Sărbători laice
- Portugalia: Prima Republică Portugheză (1910)
- Ziua profesorului (UNESCO) (din 1994)